# Абица
43° 51′ 27″ N 15° 12′ 41″ E / 43.85750° С; 15.21139° И
Абица је ненасељено острвце у хрватском дијелу Јадранског мора. Налази се у Корнатском архипелагу око 1 km југоисточно од рта Рибарска стража на Дугом отоку. Дио је Парка природе Телашћица. Њена површина износи 0,031 km², док дужина обалске линије износи 0,72 km. Највиши врх је висок 40 m. Грађена је од кречњака кредне старости. Административно припада општини Сали у Задарској жупанији.